# Rue de l'Abbé-de-l'Épée
Rue de l'Abbé-de-l'Épée är en gata i Quartier du Val-de-Grâce i Paris 5:e arrondissement. Gatan är uppkallad efter den franske prästen och dövpedagogen abbé Charles-Michel de L'Épée (1712–1789). Rue de l'Abbé-de-l'Épée börjar vid Rue Gay-Lussac 48 och slutar vid Rue Henri-Barbusse 1 och Place Louis-Marin. Gatan namngavs i november 1846.

## Bilder
| - Gatuskylt. - Rue de l'Abbé-de-l'Épée år 1899. - Abbé Charles-Michel de L'Épée. - Saint-Jacques-du-Haut-Pas. |

## Omgivningar
- Saint-Jacques-du-Haut-Pas
- Val-de-Grâce
- Institut national de jeunes sourds de Paris
- Rue Amyot
- École normale supérieure vid Rue d'Ulm

## Kommunikationer
- Pendeltåg – linje B – Luxembourg station
- Busshållplats Saint-Jacques – Gay-Lussac – Paris bussnät, linjerna 21 24 27

### Webbkällor
- ”Rue de l'Abbé de l'Épée”. Mairie de Paris. https://web.archive.org/web/20190717135212/http://www.v2asp.paris.fr/commun/v2asp/v2/nomenclature_voies/Voieactu/0004.nom.htm. Läst 20 mars 2022.
- ”Rue de l'Abbé-de-l'Epée (5ème arrondissement)”. Les rues de Paris. https://web.archive.org/web/20171013221211/http://www.parisrues.com/rues05/paris-05-rue-de-l-abbe-de-l-epee.html. Läst 20 mars 2022.